# Simon Unterberger
Simon Thomas Unterberger  (russisch Семён Фёдорович Унтербергер Semjon Fjodorowitsch Unterberger, * 15. Februar 1848 in Simbirsk; † 2. Juli 1928 in Dorpat) war ein russischer Militärarzt und Geheimer Rat. Er arbeitete schwerpunktmäßig an der Bekämpfung der Tuberkulose.

## Leben
Simon Unterberger war zuerst auf der Blumbergschen Elementarschule und von 1858 bis 1867 auf dem Gouvernementsgymnasium in Dorpat. An der Kaiserlichen Universität Dorpat studierte er von 1868 bis 1873 Medizin und promovierte im Jahr 1873 zum Doktor der Medizin. Seine weitere Ausbildung absolvierte er zwischen 1873 und 1874 in München, Berlin und in Wien.

### Laufbahn
Im Herbst 1874 wurde er Assistenzarzt am Nikolai-Kinderkrankenhaus in Sankt Petersburg. Während des Russisch-Osmanischen Krieges 1877 – 1878 war er für eine Sanitätseinheit in Montenegro verantwortlich und wurde 1877 als Militärarzt in den Einsatz geschickt. Er diente von 1878 bis 1879 als Assistenzarzt im 146. Zarizynski-Infanterie-Regiment und von 1879 bis 1884 im Ismailowski Leibgarde-Regiment. Ab 1886 diente er über 10 Jahre als Oberarzt im Grenadier-Leibgarde Regiment zu Pferde und war in dieser Verwendung in den ersten 6 Jahren auch Leiter der chirurgischen Abteilung des Krasnoselski-Militärhospitals. Im Jahr 1884 wurde er Chefarzt des Lazaretts in Zarskoje Selo und eröffnete hier ein Sanatorium zur Bekämpfung der Tuberkulose. Von 1903 bis 1913 war er Ehrenleibmedikus und Korpsarzt des Gardekorps in Sankt Petersburg. Nach der Oktoberrevolution lebte er von 1918 bis 1921 in Finnland, übersiedelte dann nach Estland und verstarb am 2. Juli 1928 in Dorpat, dem heutigen Tartu.

## Ehrungen
Simon Unterberger war Mitglied der Union zur Bekämpfung der Tuberkulose, des Medizinischen Philanthropischen Komitees, der Russischen Gesellschaft für die Erhaltung der öffentlichen Gesundheit und des Zarskoje-Selo-Lokalkomitees des Russischen Roten Kreuzes. Für Leistungen auf dem Gebiet der Behandlung und Prävention von Tuberkulose wurde ihm 1908, auf dem Internationalen Kongress für Tuberkulose in Washington, DC, die Washington-Goldmedaille verliehen. Für seine Verdienste wurde er mit folgenden Orden dekoriert:
- Russischer Orden der Heiligen Anna, 1. Klasse
- Russischer Orden der Heiligen Anna, 3. Klasse mit Schwertern
- Russischer Orden Sankt Stanislaus, 1. Klasse
- Orden des Heiligen Wladimir,  3. Klasse
- Orden des Heiligen Wladimir, 4. Klasse mit Schwertern
- Orden Danilos I. für die Unabhängigkeit (Montenegro)
- Medaille „Für den Türkischen Krieg“
- Medaille „In Erinnerung an die Herrschaft des Kaisers Alexander III.“
- Medaille „In Gedenken an den 300. Jahrestag der Herrschaft der Romanow-Dynastie“

## Werke
- Über die Wirkung der arsenigen Säure auf die Organe des Blutkreislaufes und auf den Darmtractus. Diss. Dorpat 1873, 63 S. (Digitalisat)
- Über die diuretische Wirkung der Blatta orientalis bei Nephritis scarlatinosa.  St.  Petersburger medizinische Wochenschrift 2 (1877), 293–296.
- Der Neuber-Lister’sche Dauerverband auf dem Verbandsplatz.  St.  Petersburger medizinische Wochenschrift 5 (1880), 367–370.
- Ein Fall von primärer Trepanation mit guten Erfahrungen bei einem Schädelbruch mit Hirnverletzung.  St.  Petersburger medizinische Wochenschrift 7 (1882), 53–56.
- Lungentuberkulose und ihre Behandlung in Haus-Sanatorien.  St.  Petersburger medizinische Wochenschrift NF 13 [= 21] (1896), 49–78.
- Ueber die Nothwendigkeit der Einrichtungen von Haus-Sanatorien für Tuberkulöse in den Militärhospitälern mit Berücksichtigung des heutigen Standpunktes über die Tuberkulosefrage. ,  Dtsch. milit. Zschr., 1898. – Berlin, gedruckt in der Kgl. Hofbuchdruckerei von E.S. Mittler & Sohn, 1898, (2), S. 15–27, Halbleinenband d.Zt.
- Über die Nothwendigkeit der Einrichtungen in den Militärhospitälern.  Deutsche militärärztliche Zeitschrift 27 (1898), 14–27.
- Die Tuberkulosefrage zur Zeit des Kongresses in Berlin vom 24.–27. Mai 1899. St. Petersburger medizinische Wochenschrift NF 16 [= 24] (1899), 269–276.
- Zur Frage über die Erlösung der Schwindsucht.  St. Petersburger medizinische Wochenschrift NF 18 [= 26] (1901), 375–380.
- Über die Disposition zur Tuberkulose und deren Bekämpfung durch Sanatorien. Zeitschrift für Tuberkulose und Heilstättenwesen 2 (1901), 32–43.
- Vererbung in der Schwindsuchtsfrage. Transaktionen des 6. Internationalen Kongresses gegen Tuberkulose, Washington, 28. September bis 5. Oktober 1908. Bd. 1.1.  Philadelphia / PA 1908, 129–141; engl. Zusammenfassung: Vererbung im Konsum, S. 141.

## Herkunft und Familie

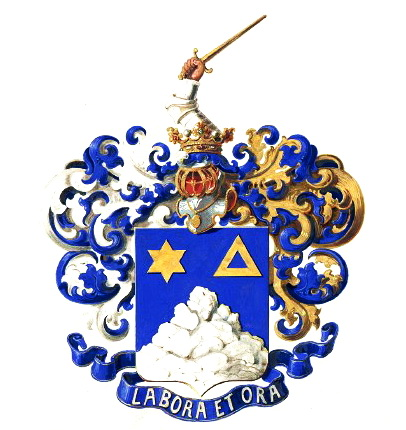
Familienwappen der Familie Unterberger

Simon stammte aus der deutschbaltischen Familie Unterberger, die seit dem Ende des 18. Jahrhunderts in Riga ansässig war und deren Ursprung in Salzburg lag. Sein Vater war der Veterinär und russische Wirkliche Staatsrat Friedrich Unterberger (1810 – 1921), sein Onkel, der Bruder seines Vaters, war Veterinärprofessor Alexander Unterberger (1827 – 1875) und sein Bruder war der russische General und Gouverneur Paul Simon Unterberger (1842 – 1921). Im Jahre 1887 heiratete Simon Marie Hirsch, sie hatten eine Tochter.